# JK Tammeka Tartu
JK Tammeka Tartu eller Tammeka är en fotbollsklubb från Tartu i Estland.

## Placering tidigare säsonger
| Säsong | Nivå | Liga         | Pos. | Referens | Notering |
| ------ | ---- | ------------ | ---- | -------- | -------- |
| 2005   | 1    | Meistriliiga | 7    | [ 2 ]    |          |
| 2006   | 1    | Meistriliiga | 6    | [ 3 ]    |          |
| 2007   | 1    | Meistriliiga | 5    | [ 4 ]    |          |
| 2008   | 1    | Meistriliiga | 7    | [ 5 ]    |          |
| 2009   | 1    | Meistriliiga | 7    | [ 6 ]    |          |
| 2010   | 1    | Meistriliiga | 6    | [ 7 ]    |          |
| 2011   | 1    | Meistriliiga | 7    | [ 8 ]    |          |
| 2012   | 1    | Meistriliiga | 10   | [ 9 ]    |          |
| 2013   | 1    | Meistriliiga | 9    | [ 10 ]   |          |
| 2014   | 1    | Meistriliiga | 7    | [ 11 ]   |          |
| 2015   | 1    | Meistriliiga | 9    | [ 12 ]   |          |
| 2016   | 1    | Meistriliiga | 7    | [ 13 ]   |          |
| 2017   | 1    | Meistriliiga | 7    | [ 14 ]   |          |
| 2018   | 1    | Meistriliiga | 6    | [ 15 ]   |          |
| 2019   | 1    | Meistriliiga | 5    | [ 16 ]   |          |
| 2020   | 1    | Meistriliiga | 5    | [ 17 ]   |          |
| 2021   | 1    | Meistriliiga | 9    | [ 18 ]   |          |
| 2022   | 1    | Meistriliiga | 6    | [ 19 ]   |          |
| 2023   | 1    | Meistriliiga | 9    | [ 20 ]   |          |
| 2024   | 1    | Meistriliiga | 5    | [ 21 ]   |          |